# Yule

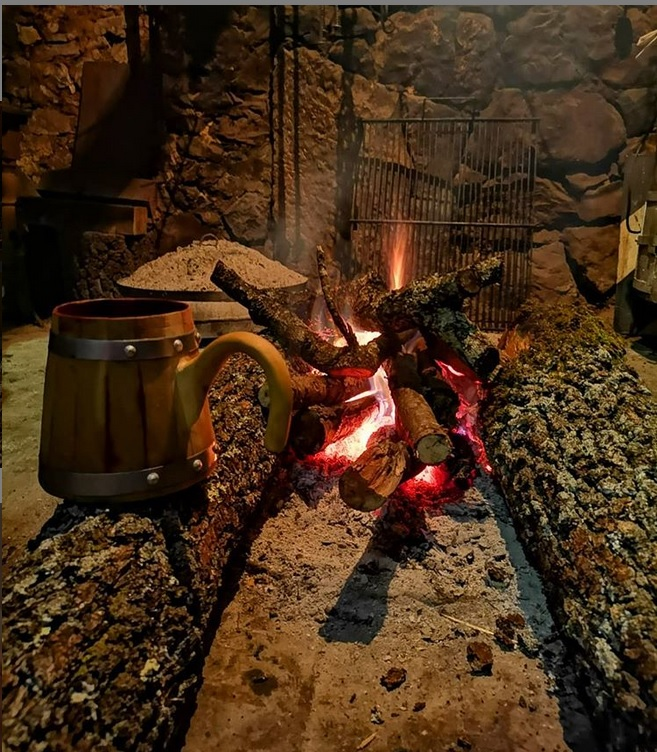
Troncos de Yule

Las fiestas de Yule (del nórdico antiguo: Júl, también llamadas Jul, Julblot, jól, jólablót, joulu, «tiempo de Yule» o «temporada de Yule») son festividades históricamente llevadas a cabo por los pueblos germánicos. Los académicos han relacionado las celebraciones originales de Yule con la Cacería Salvaje, el dios Odín y el evento pagano del Mōdraniht («Noche de las Madres») anglosajón. Se celebran cada solsticio de invierno. Es esta una celebración de los pueblos nórdicos, relacionada con la mitología germana y el paganismo nórdico. El Yule originalmente duraba doce días.
Más tarde, para convertir a los paganos más fácilmente, Yule se ”reformuló de forma cristiana”, dando lugar al término inglés Christmastide (Tiempo de Navidad). Algunas costumbres y tradiciones navideñas actuales, como el tronco de Yule, la cabra de Yule, el jabalí de Yule, los cantos de Yule y las decoraciones de muérdago, están relacionadas con antiguas tradiciones paganas del Yule. En las lenguas escandinavas, así como en el finlandés y el estonio, todavía se utilizan términos similares a Yule para describir la Navidad y otras fiestas que se celebran durante el invierno [cita requerida].

## Orígenes

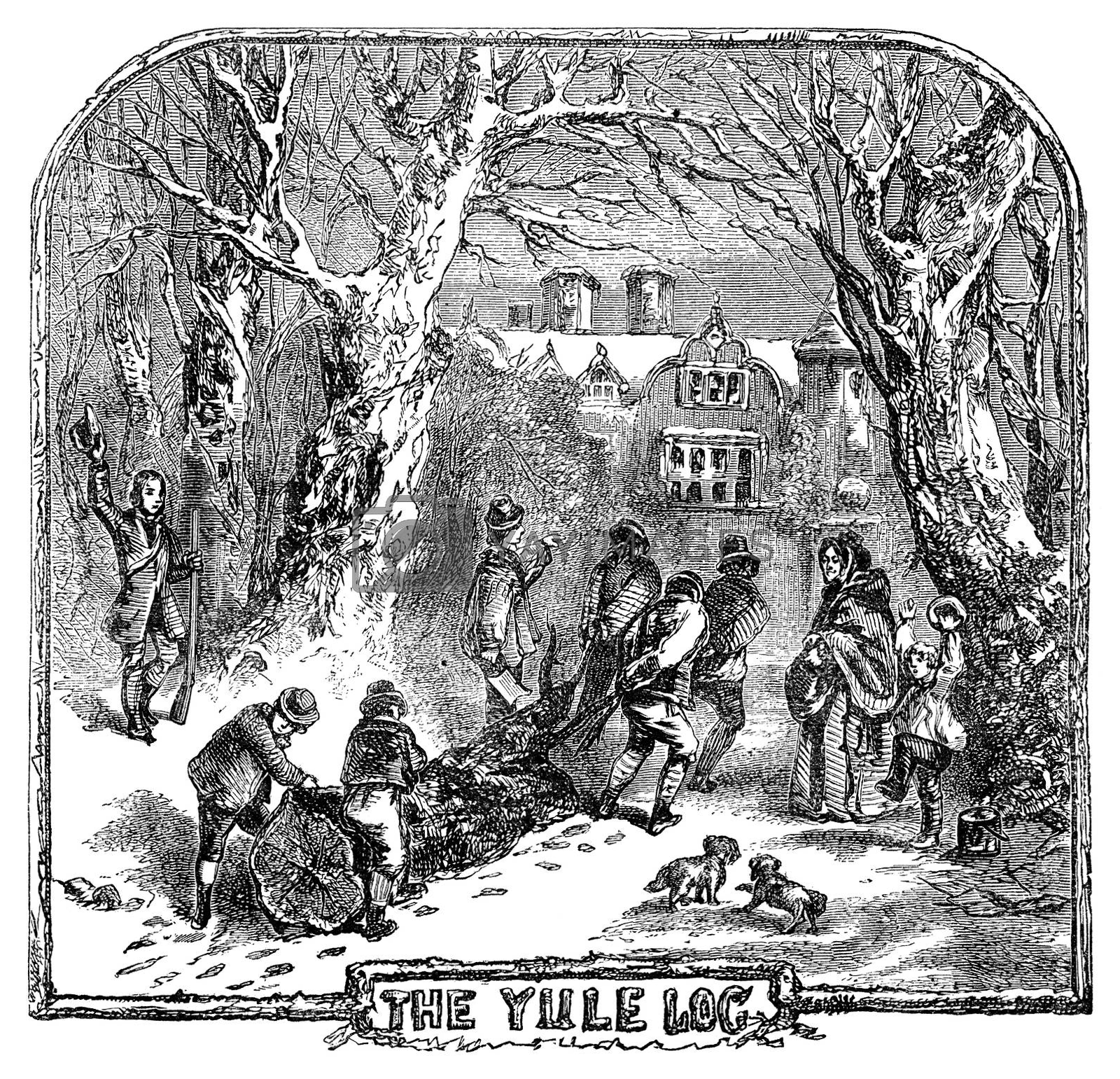
Haciendo un tronco de Yule durante la fiesta de Yule de 1832.

La fiesta tradicional de Yule tiene sus orígenes en la Escandinavia precristiana. Constituía sobre todo una fiesta de la familia y estuvo siempre dedicada a la fertilidad, a los solsticios y a la familia. Era una festividad donde también se recordaba a los ancestros, los amigos ausentes, y la mesa donde se celebraba la fiesta se preparaba con esplendor y magnificencia, ante la tumba de los parientes fallecidos y priorizando la hospitalidad hacia los forasteros, luego, con la llegada del cristianismo, fue adoptada por la Iglesia Católica de Roma (hasta entonces única representante de la cristiandad) y hecha ver como cosa de Dios.
Como curiosidad podemos mentar que todavía hoy en Asturias se mantiene la quema del nataliegu o nadaliegu

## Descripción

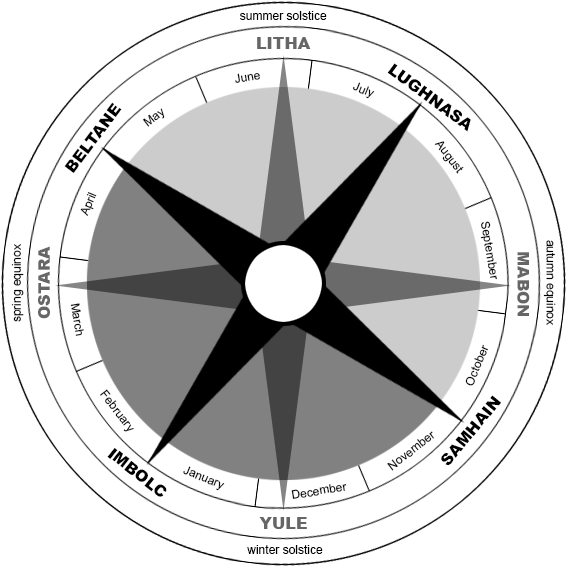
Wheel of the Year

Actualmente en la cultura neopagana, esta celebración ha sido reconstruida en muy variados grupos, como en el caso de la Religión Ásatrú con doce días de celebraciones; y la Religión wicca, que algunos aplican una forma de celebrar estas fiestas a través de "ocho días solares festivos", llamados comúnmente "Sabbats de la rueda anual". Las fiestas de Yule se celebran en el solsticio de invierno: en el hemisferio norte, cerca del 22 de diciembre, y en el hemisferio sur, alrededor de 21 de junio.
Yule y Yuletide, al igual que la "Festividad de yalda" (una fiesta invernal iraní), son términos arcaicos indoeuropeos usados para referirse a la tradición antigua que observa los cambios naturales causados por la rotación de la tierra alrededor del sol y sus efectos en la cosecha alimenticia durante el  solsticio de invierno. En la celebración de Yuletide, como en aquella, es costumbre entonar canciones para proveer así una atmósfera relajada. De hecho este concepto es el significado de Yule por los dos diferentes diccionarios de Oxford: Oxford English Dictionary y Concise Oxford Dictionary.
Las personas que no están familiarizadas con la mitología nórdica y el paganismo europeo simplemente no sabrían distinguir entre las palabras Yule (Joul), Navidad y la Natividad, que en cierto sentido son sinónimos y a la misma vez antónimos. Este uso o término aún sobrevive en muchas canciones navideñas o villancicos, así como en la costumbre ancestral del tronco de Navidad (Yule log) y la confección asociada de una torta o pastel llamado igualmente Yule log o tronco de Navidad, en referencia directa al tronco ritual de esta festividad ancestral. 
La palabra yule todavía existe en algún dialecto escocés, con el término jul en Noruega, Dinamarca y Suecia, y con el término joulu en Finlandia. En la actualidad se suele considerar el período festivo comprendido desde el día de Nochebuena hasta después del primer día del año o, especialmente en Inglaterra, hasta el día de Reyes.

## Comparaciones entre las palabras
Como se explicó anteriormente, en la mayoría de las lenguas europeas, sea cual sea la forma en que se pronuncie o traduzca, tanto Navidad, como natividad, al igual que yule, se entienden como sinónimos de una misma celebración. Tal es el caso en la lengua española, donde cualquier diccionario traducirá la palabra Yule como "pascuas" o "navidades", apreciación ésta que es algo vaga.
Para profundizar:
En los círculos religiosos cristianos, desde el catolicismo hasta el protestantismo o las diferentes denominaciones cristianas, el término Natividad es el más correctamente usado, para diferenciarse así de la Navidad y sus orígenes paganos, al igual que el de las "fiestas de yule", claramente de corte druídico.

### Navidad
Los romanos también celebraban el solsticio de invierno, cuando "el sol vence a las tinieblas" y empiezan a alargarse los días. Después del Edicto de Milán, por el que Constantino levantaba la prohibición que pesaba sobre el cristianismo, los romanos seguían celebrando su fiesta del Solsticio de Invierno. La Iglesia decidió absorber esa fiesta, dotándole de un sentido cristiano, puesto que hasta entonces no se celebraba la Natividad del Señor. El Sol que vence a las tinieblas es Cristo, y desde entonces la Navidad se corresponde con la noche del 24 al 25 de diciembre (igual que la noche de San Juan es seis meses antes, el tiempo que se llevaban Jesús de Nazaret y Juan de Ain Karim 'el Bautista'; la noche del 24 al 25 de junio, en que el Sol es el vencedor absoluto sobre las tinieblas: el solsticio de verano).

## Rituales relacionados con Yule
- Encender el tronco de Yule, del tronco del año anterior, y hacerlo arder por 12 horas. Es la versión puertas adentro de la hoguera de Litha. Luego se esparcían las cenizas por los campos para hacerlos fértiles.
- Decorar las viviendas con muérdago, por ser el que crece en el roble.
- Mantener una vigilia nocturna para esperar el sol.
- Apagar todas las luces y prenderlas de una a una por frotación.
- Dejar una vela encendida en la ventana.
- Ir de wassail[6] por el pueblo.
- Colgar figuras de madera en la puerta de la vivienda como la Cabra Yule.